# Mohammed Boukourna
Mohammed Boukourna (né à Tanger le 27 octobre 1956), a été élu député fédéral de Belgique le 18 mai 2003 sur la liste du Parti socialiste dans l'arrondissement de Bruxelles-Hal-Vilvorde.

## Biographie
Il avait précédemment travaillé depuis les élections de 1999 dans les cabinets ministériels d'Alain Hutchinson puis d'Eric Tomas au gouvernement de la Région de Bruxelles-Capitale. M. Boukourna, longtemps travailleur social de terrain dans des quartiers difficiles (Etangs noirs à Molenbeek-Saint-Jean et Place Bethléem à Saint-Gilles), est un des fondateurs de l'Association des jeunes Marocains (en néerlandais Vereniging Marokkaanse Jongeren, à Molenbeek-Saint-Jean) qui en 1980 fut une des seules associations allochtones à avoir fait le choix de demander des subsides à la Communauté flamande, la Communauté française, sous domination du Parti socialiste, n'ayant aucune politique en matière d'aide aux auto-organisations allochtones.
Cet homme politique s'est démarqué des autres membres du groupe PS à la Chambre le 1er décembre 2005 en s'abstenant lors du vote de la proposition de loi autorisant l'adoption par les couples homosexuels, ce malgré une dernière tentative du chef de groupe Thierry Giet, du député Yvan Mayeur et de la vice-premier ministre Laurette Onkelinx de le convaincre de voter en faveur du texte (Le Soir 02/12/2005), ce alors que les deux autres élus musulmans des groupes socialistes, Talbia Belhouari (PS) et Cemal Çavdarlı (SP.A, professeur de religion musulmane), ont voté en faveur de la proposition de loi.
L'intéressé a donné comme explications: "Je me suis décidé en âme et conscience.", "Tant qu'il s'agit d'adultes je n'ai aucune objection, j'ai d'ailleurs voté sans aucun état d'âme en mai dernier la Proposition de résolution relative à l'instauration du 17 mai comme journée nationale de lutte contre l'homophobie. Mais ici il s'agit d'enfants, j'estime qu'il n'y a pas de recherches sérieuses et incontestées sur le sujet, j'ai donc décidé d'appliquer le principe de précaution ."."En fait, il n'y a pas eu de débat sur le sujet au sein du groupe, tant tous les autres députés PS considéraient le vote positif comme allant de soi .". "Par contre, lors du vote sur l'euthanasie par exemple, mais c'était avant que je devienne député, le parti avait, comme les autres d'ailleurs, laissé la liberté de vote à ses élus.". "Mais ici c'était un pas trop loin en l'état des connaissances scientifiques en la matière, il fallait faire jouer le principe de précaution.".
À la suite des propos tenus à la RTBF le 9 décembre 2005 par Anne-Marie Lizin, présidente PS du Sénat de Belgique, qualifiant de "Belges entre guillemets" les deux ex-prisonniers belges de Guantanamo, Mohammed Boukourna avait réagi par courriel: "Les propos utilisés par la présidente du Sénat ont malheureusement choqué les Belges d'origine étrangère. Les propos tenus par la présidente du Sénat n'engagent nullement la considération du parti ou des autres mandataires vis-à-vis de ces deux personnes qui sont belges et ont toujours été considérés dans le cadre de leur affaire comme des ressortissants, sans guillemets, et à part entière, de notre pays. C'est à ce titre notamment, que leur retour en Belgique a été obtenu par notre gouvernement."
En tant que ressortissant marocain, il est par ailleurs depuis fin 2006 membre d'un groupe de travail sur les migrations au sein d'un organe officiel de l'État marocain, le Conseil consultatif des droits de l’homme.
En octobre 2006, il est devenu conseiller communal à Koekelberg, où son parti siège dans l'opposition.
Pour les élections législatives de juin 2007, il a été placé par son parti en sixième position sur la liste de l'arrondissement électoral de Bruxelles-Halle-Vilvorde, sachant que le PS n'avait obtenu que quatre sièges aux élections précédentes.
En 2008, il a annoncé qu'il siègerait désormais comme indépendant au conseil communal. En 2009 il était candidat parmi les suppléants sur la liste CDH aux élections régionales bruxelloises. En 2012 il était candidat indépendant sur la Liste du bourgmestre Philippe Pivin (MR), liste incluant des candidats MR, FDF, CDH, CD&V, SP.A et CDF, et n'a pas été réélu.

## Sources
1. ↑  Le député Mohammed Boukourna seul socialiste à voter contre l'homoparentalité
2. ↑  Deux réactions de socialistes (belges entre guillemets), 16 décembre 2005
3. ↑  Liste des membres du groupe d’experts du groupe de travail Migrations marocaines
4. ↑  Laurette Onkelinx emmènera la liste PS de Bruxelles-Hal-Vilvorde, site 7sur7, 13 mars 2007